# الديوان الهمايوني
الديوان الْهُمَاْيُوْنِي مجلس ترتبط به كافة أجهزة الدولة العثمانية. ما يعادل في الوقت الحاضر مجلس الوزراء.
انتقلت شؤون هذا الديوان إلى الباب العالي في أواسط القرن الثامن عشر الميلادي.
يتكون من:
- الصدر الأعظم.
- الوزراء.
- قاضي العسكر.
- الدفتردار.
- النيشانجي.[1]

## صور

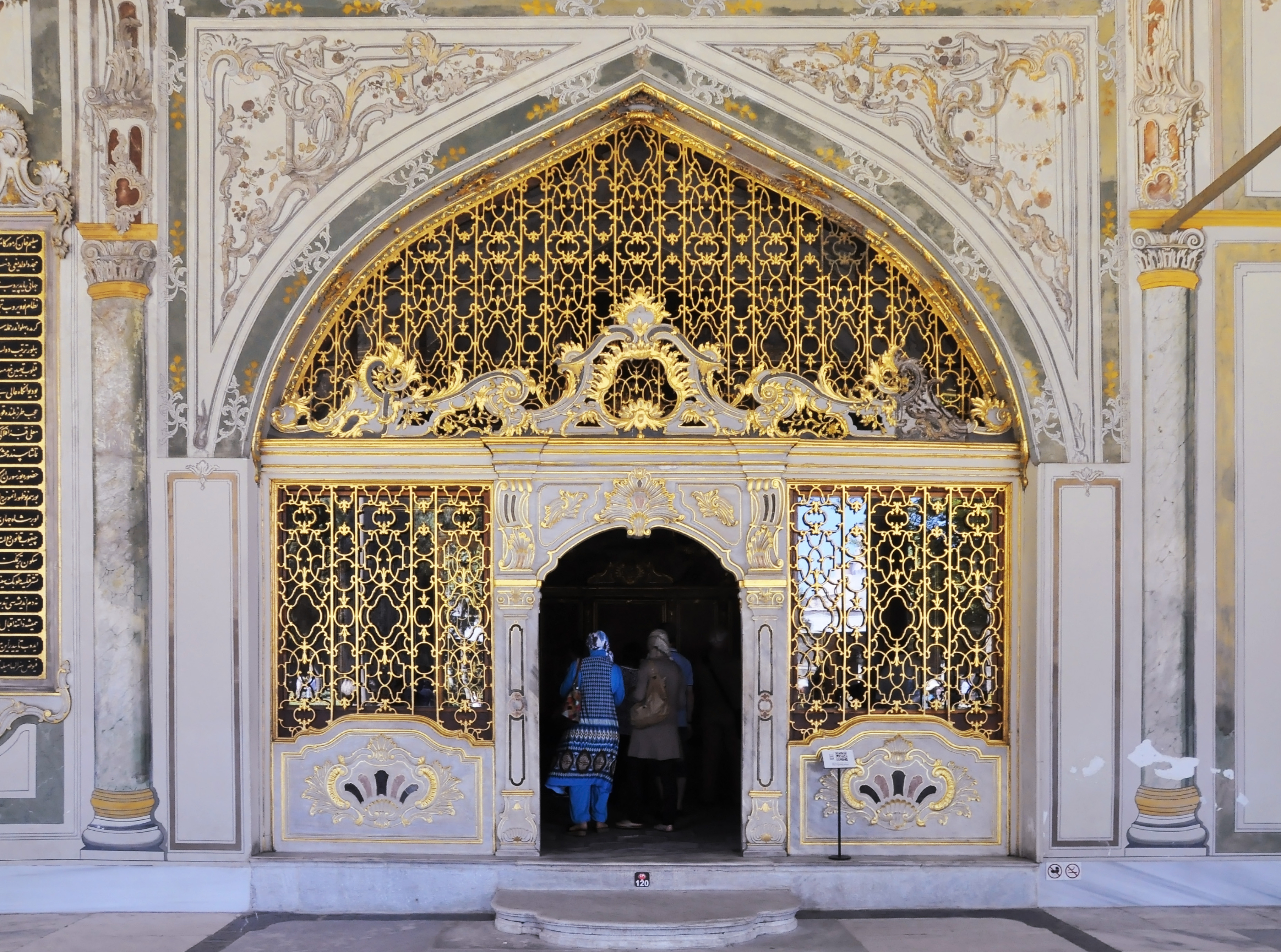
بوابة الديوان الهمايوني في قصر طوب قابي.
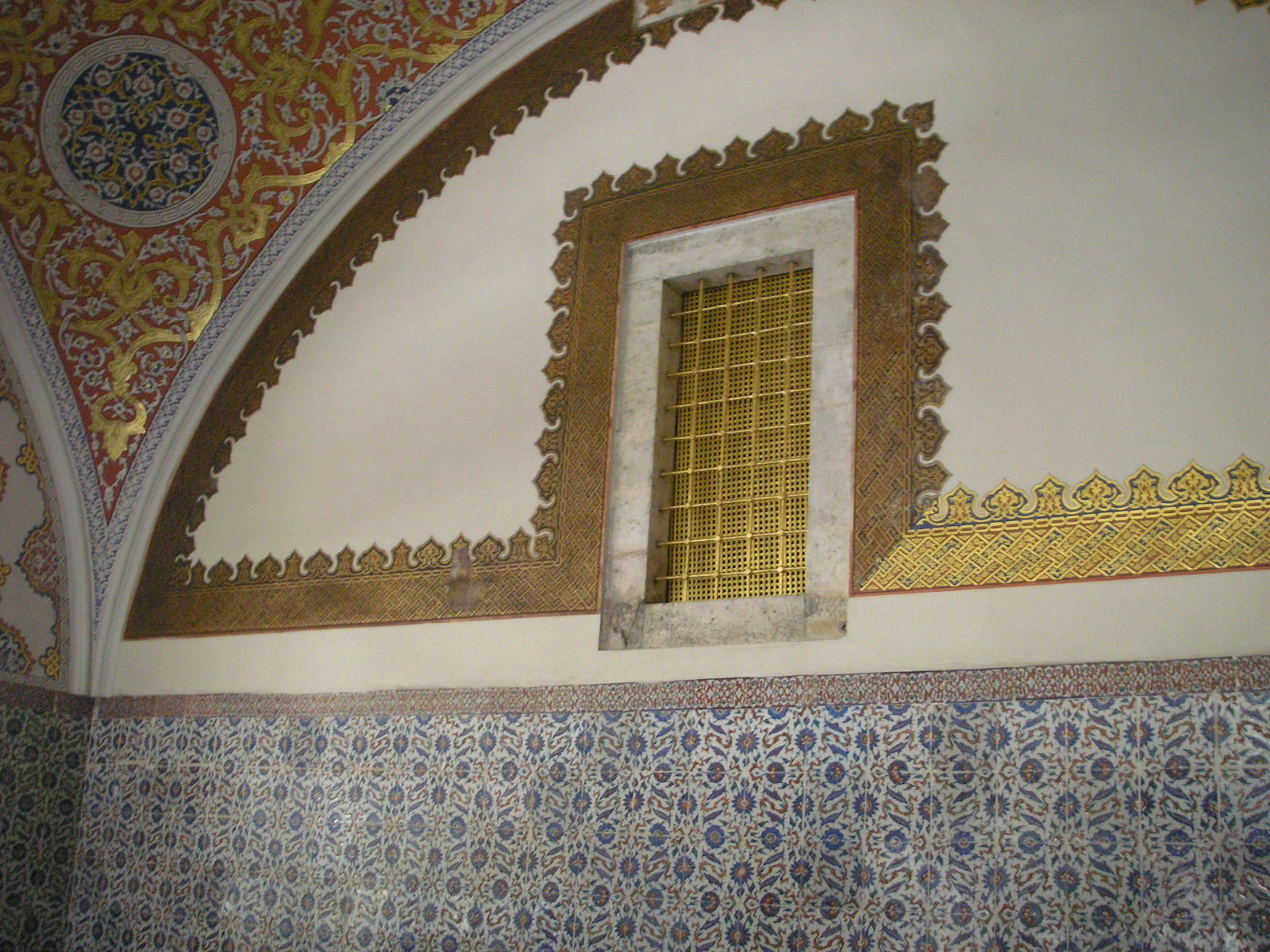
النافذة التي كانت تمكن السلطان من مراقبة اجتماعات الديوان.
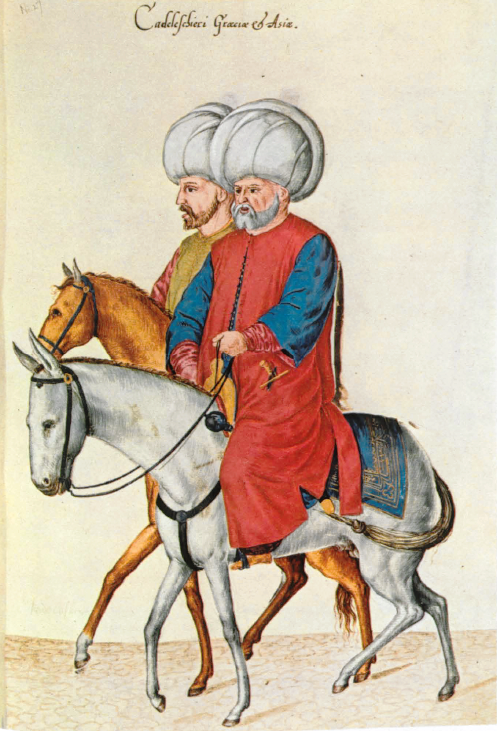
قاضي العسكر.
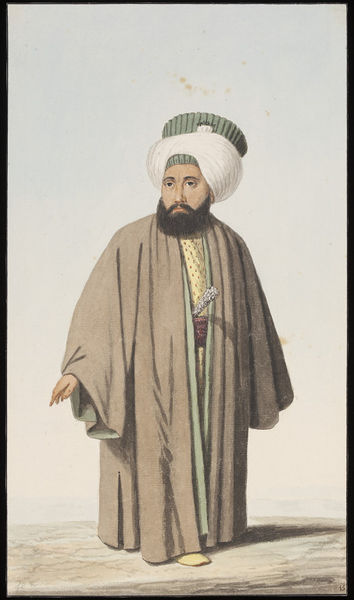
الدفتردار.
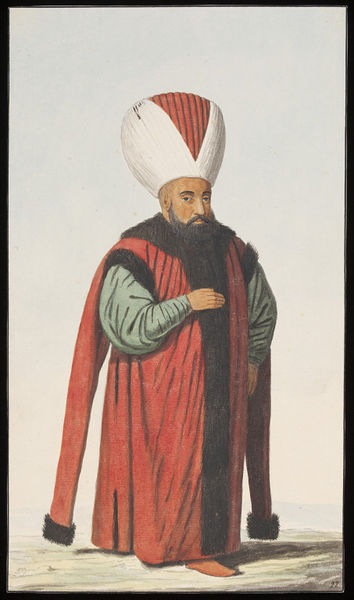
رئيس الكتاب.